# Lewisit
A lewisit egy szerves arzénvegyület, specifikusabban egy arzinszármazék. Az Egyesült Államokban és Japánban gyártották tüdő irritatív, hólyaghúzó hatású vegyi fegyverként. Habár tiszta formában színtelen és szagtalan, a szennyezett lewisit sárgás-barna színű folyadék, amelyek szaga jellegzetes, illatos muskátlira emlékeztet.

## Kémiai reakciói
A vegyület acetilén és arzén-triklorid megfelelő katalizátor jelenlétében történő reakciójából keletkezik:
AsCl3 + C2H2 → ClCHCHAsCl2
A lewisit mint minden más arzén-klorid, vízzel hidrolizál és sósavat képez:
ClCHCHAsCl2 + 2 H2O → "ClCHCHAs(OH)2" + 2 HCl
Ez a reakció lúgos oldatokban felgyorsul, melléktermékként mérgező (de nem illékony) nátrium-arzenit keletkezik.

## A mérgezés mechanizmusa
Az arzenit gátolja az emberi szervezet fontos biokémiai mechanizmusait. Az arzenit mérgezés kifejezetten a piruvát dehidrogenáz E3-as összetevőjét célozza. A piruvát dehidrogenáz részt vesz a piruvát - acetil-CoA átalakulásban, amely egy hatékony ATP termelő módszer. Az acetil-CoA később belép a citromsavciklusba. Az arzenit nagy affinitással kötődik a dihidrolipoamidhoz; a piruvát dehidrogenáz E3-as eleméhez. Ez a kötés az enzim gátlását eredményezi, és végzetes következményekkel jár. Az idegrendszeri patológia általában arzenit mérgezésből ered, mivel az idegrendszer alapvetően a glükózra, egyedüli katabolikus üzemanyagára támaszkodik.
Könnyen áthatol a normál ruházaton, sőt a gumin is. Bőrrel való érintkezés után azonnali fájdalmat és viszketést okoz, amely kiütéssel és duzzanattal jár. Körülbelül 12 óra elteltével nagy, folyadékkal telt (a mustárgáz által okozottakhoz hasonló) hólyagok alakulnak ki. Ezek súlyos kémiai égések. A megfelelő felszívódás szisztémás mérgezés okoz, amely máj nekrózishoz vagy halálhoz vezet.
A belégzése égő fájdalmat, tüsszögést, köhögést, hányást, esetlegesen tüdőödémát okoz. A lenyelése súlyos fájdalommal, hányingerrel és hányással jár, valamint szöveti károsodást idéz elő. Szembe jutva a szúrós és erős irritációtól kezdve, akár a szaruhártya hólyagosodását és hegesedését is okozhatja. Az általános tünetek közé tartozik még a nyugtalanság, gyengeség, a normálisnál alacsonyabb testhőmérséklet és az alacsony vérnyomás is.

## Története
A lewisitet először Julius Arthur Nieuwland szintetizálta 1904-ben, PhD tanulmányának ideje alatt. Az ő módszere abból állt, hogy alumínium-klorid katalizátor jelenlétében acetilént reagáltatott arzén-trikloriddal. Az így keletkező vegyülettel való érintkezés Nieuwland-ot annyira megbetegítette, hogy néhány napra kórházba került.
A lewisit névadója Winford Lee Lewis (1878–1943), amerikai vegyész és katona. 1918-ban Dr. John Griffin (Julius A. Nieuwlan témavezetője) felhívta Lewis figyelmét Nieuwland disszertációjára a Maloney Hall kémiai laboratóriumban, az Amerikai Katolikus Egyetemen (The Catholic University of America), Washington DC.-ben. Lewis ezután megpróbálta lepárlással megtisztítani a vegyületet, de úgy találta, hogy a keverék a melegítés hatására felrobban; egészen addig, amíg sósavval át nem mossák.

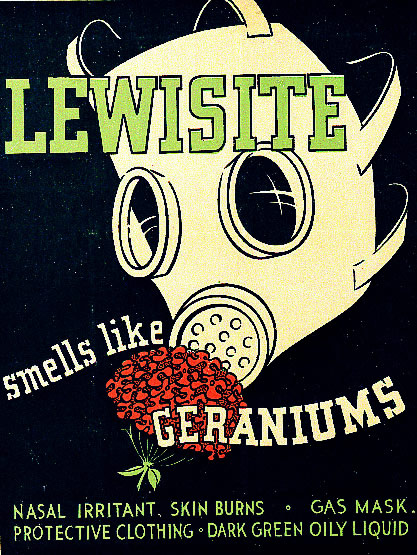
Lewisite azonosító poszter a második világháborúból, amely a gáz illatát a muskátlihoz hasonlítja.

1918 november 1-jén kezdték gyártani az ohiói Willoughbyben, egy üzemben. Az első világháborúban nem használták, de az 1920-as években történtek kísérletezések a "Halál harmat"-tal (Dew of Death). Az első világháború után, az Egyesült Államok azért kezdett érdeklődni a lewisit után, mert nem volt tűzveszélyes. Katonai jelképe M1 volt, majd a második világháború idején L-re változtatták. Második világháborús terepgyakorlatok demonstrálták, hogy a lewisit megfelelő mérgezéshez szükséges koncentrációja nem érhető el magas páratartalom esetén, a hidrolízise miatt; valamint azt, hogy jellegzetes illata és könnyképzése arra készteti a katonákat, hogy gázmaszkot viseljenek, és elkerüljék a szennyezett területeket. Az Egyesült Államok mintegy 20 000 tonna lewisitet állított elő, elsősorban azért, hogy fagyállóként a mustárgázhoz keverjék, illetve azért, hogy különleges helyzetekben áthatoljon a védőruházaton.
Az 1950-es években a lewisitet elavulttá nyilvánították, és felváltották a mustárgáz HT változatával (kén-mustár és O mustár 60:40 arányú keveréke). Hatékonyan kezelték a brit anti-lewisit vegyszerrel (dimercaprol). A legtöbb felhalmozott lewisitet fehérítővel semlegesítették és a Mexikói-öbölbe süllyesztették; azonban néhány megmaradt a Deseret vegyianyag-raktárban (Deseret Chemical Depot) ahol a megsemmisítése folyt, egészen 2012 január 18-ig, amikor a globális készlet utolsó darabjait is megsemmisítették.

## Fordítás
- Ez a szócikk részben vagy egészben  a   Lewisite című angol Wikipédia-szócikk fordításán alapul.  Az eredeti cikk szerkesztőit annak laptörténete sorolja fel. Ez a jelzés csupán a megfogalmazás eredetét és a szerzői jogokat jelzi, nem szolgál a cikkben szereplő információk forrásmegjelöléseként.